# تمیم بن معز فاطمی
ابوعلی تمیم بن مُعِز لِدین الله فاطمی (۹۴۹ – ۱۲ آوریل ۹۸۵/ ۳۳۷ – ۱۳ ذی‌القعدهٔ ۳۷۴) امیر فاطمی و شاعر عربی بود. در شهر مهدیه زاده شد و فرزند ارشد امام-خلیفهٔ چهارم فاطمی، مُعِز لِدین الله بود. پدرش دو بار او را از ولایت‌عهدی کنار گذاشت، احتمالاً به دلیل ارتباطش با برخی عناصر نامطلوب یا ناراضی در خاندان فاطمی. او زندگی خود را صرف فعالیت‌های ادبی کرد و به‌عنوان شاعری شناخته‌شده شهرت یافت. اشعار تمیم در انواع گوناگون شعری سروده شده، از جمله مراثی‌ای که در سوگ برادران و اجداد علوی‌اش سروده است. او در قاهره درگذشت و در آرامگاه‌های فاطمیان به خاک سپرده شد. دیوان اشعار او در سال ۱۹۵۷ در قاهره چاپ شده است.

## زندگی و پیشه
ابوعلی تَمیم بن مُعِز لِدین الله فاطمی در سال ۳۳۷ هجری قمری / ۹۴۸ میلادی در مهدیه زاده شد. تمیم بزرگ‌ترین فرزند مُعِز بود، اما چون به فسق و فجور گرایید و آشکارا به آن شهرت یافت، پدرش امامت را از او گرفت و آن را به برادرش نزار واگذار کرد. هنگامی که قاهره بنیان‌گذاری شد و حکومت فاطمی از قیروان به قاهره منتقل گردید و معز در رمضان سال ۳۶۲ ق / ۹۷۳ م وارد قاهره شد، تمیم نیز همراه او بود و در آن زمان ۲۵ سال داشت.
تمیم در مصر باغ‌ها و کاخ‌هایی برای خود ساخت و همچنان به شیوهٔ زندگی آمیخته با لهو و خوش‌گذرانی ادامه داد. پس از درگذشت پدرش، معز، در ۵ ربیع‌الثانی ۳۶۵ / ۱۸ دسامبر ۹۷۵، برادرش نزار (العزیز بالله) جانشین او شد. در آغاز، رابطهٔ دو برادر خوب بود، اما این رابطه به‌تدریج بر اثر سخن‌چینی کسانی که اخبار تمیم را نزد عزیز زیاد نقل می‌کردند، تیره شد. در پی آن، العزیز تمیم را به رمله در فلسطین تبعید کرد؛ با این حال، پس از مدتی از او راضی شد و او را به مصر بازگرداند.
تمیم در روز ۱۳ ذی‌القعدهٔ ۳۷۴/ ۱۲ آوریل ۹۸۵ در قاهره درگذشت.

## شعرش
به گفتهٔ عمر فروخ، «تمیم بن معز شاعری پُرگو، بلندطبع و توانمند در تصویرسازی‌ها و استعاره‌ها بود و در این زمینه، شیوه‌ای همانند ابن المعتز را در پیش گرفته بود. واژگان او فصیح و ساختارهای جمله‌اش روان و ساده است، اما در عین حال، در جست‌وجوی وجوه گوناگون بلاغت و افزودن آن‌ها به اشعارش، گاه تکلف به‌کار می‌برد. در شعر او رگه‌هایی از شوخی و طراوت نیز دیده می‌شود.» گونه‌های شعری او شامل مدح و تهنیت برای پدرش، معزّ، و برادرش، عزیز است. او همچنین به افتخار نسبت به خاندان خود و نیز خودِ خویش پرداخته است. در اشعار او مرثیه‌هایی برای برخی از بستگانش و اهل بیت دیده می‌شود. همچنین، اشعار عاشقانه و شراب‌نامه‌هایی دارد که در آن‌ها سبک ابونُواس را با صراحت در مجون و زندقه دنبال می‌کند. از دیگر مضامین شعری او شکارنامه‌ها، گلایه، و شکایت از روزگار است. توصیف طبیعت در شعر او فراوان است و بیشتر آن‌ها بر الگوی توصیف‌های ابن معتز نوشته شده‌اند. «با آنکه عمر چندانی نداشت، در برخی از اشعار خود زهدی را نشان می‌دهد که در آن از گذشته اظهار ندامت کرده و از سرنوشت گناهکاران در آخرت بیم دارد.»